# Фіолетові діти
«Фіолетові діти» — науково-фантастичний роман української письменниці Маріанни Малиної, опублікований 2009 року.
Твір — лауреат Коронації слова. Перекладений і виданий грецькою мовою посольством Греції.

## Сюжет
Події роману розгортаються в одній із звичайних середніх шкіл, де розпочала кар'єру психолога Дарина Миколаївна. Незабаром тут сталася дивна пригода – наклала на себе руки одна молода вчителька, яка до того постійно скаржилася на дивних дітей в 11-Б класі. Дарина зацікавилася цим фактом й почала розмотувати клубок дивацтв та недомовлень щодо групи хлопців із цього самого класу, які справді відрізнялися від інших. Дарина досить швидко зрозуміла, що ці старшокласники мають різні незвичайні для простої людини властивості: левітація, гіпноз, передбачення і т.п. Феномен «Дітей індиго» виявився так близько, що вона злякалася. Подальше «розслідування» залучило її у вир подій, розгадка яких стала однією з найважливіших справ, тим більше, що вона й сама певною мірою була «індиго». Просто досі не здогадувалася про це. Вона дізналася і про спецінтернат у Запоріжжі, де просто «інкубували» таких дітей, і про секретний відділ Служби безпеки України, який донедавна почав займатися проблемою сугестивних технологій, і про самих підлітків. У таємничій компанії обдарованих підлітків було все, як і в інших. І нерозділене кохання, ігри та злість, і звичайно ж ватажок в особі таємничого Арсенія, який мав дуже потужні сили, непідвладні простим людям. Була тут і справжня дружба та незвичайні повороти долі. Одним із таких поворотів стали стосунки між Дариною та її учнем Кирилом, який, власне, й побачив у ній наявність надлюдських можливостей. Наприкінці роману відбувається невелика битва між представниками влади, так би мовити, звичайного людства та «фіолетовими дітьми» на чолі з Арсенієм.